# Corubona
Corubona is de naam van een voormalige steenfabriek te Nunhem, gelegen aan de Napoleonsweg 128. De fabriek bestond van 1912 tot 1990.

## Geschiedenis
De stichting van de fabriek is in 1909, toen Henri Coenen, van beroep timmerman, toestemming verkreeg voor de aanleg van een veldticheloven. Uiteindelijk werd het groter aangepakt en een driemanschap (Henri Coenen, Peter Rutten en Henrick Boonen). Zo kwam men ook op de naam Corubona, waar na staat voor Naamloze Vennootschap.
Henri Coenen werd directeur van wat nu een echte steenfabriek zou gaan worden. Daartoe werd in 1912 ook een ringoven geïnstalleerd. De schoorsteen van deze ringoven is behouden gebleven. Het jaar 1912 wordt als het officiële stichtingsjaar gehanteerd.
De meeste stenen gingen naar kleine en middelgrote klanten, maar vanaf 1915 kwamen er ook grote opdrachtgevers, zoals Staatsmijnen en conservenfabrieken. In 1924 werd de fabriek uitgebreid met een loods en een drooginrichting.
Het hardnekkige verhaal stak de kop op dat Corubona ook de stenen voor het Stadhuis van Stockholm zou hebben geleverd, maar de gearchiveerde productiecijfers tonen aan dat dit onmogelijk het geval kon zijn geweest: Zoveel stenen kon men nog bij benadering niet produceren in die jaren. Wel liep de productie op tot 4 miljoen bakstenen per jaar begin jaren '30 van de 20e eeuw, doch daarna deed de crisis zich gelden en in 1937 werd voor het eerst verlies geleden.
De Tweede Wereldoorlog bracht gebrek aan steenkool met zich mee, maar er bleven opdrachten, onder andere voor de wederopbouw van de door bombardementen verwoeste stad Rotterdam. De fabriek werd tijdens de oorlog niet beschadigd.
Na de bevrijding droeg de fabriek letterlijk een steentje bij aan de wederopbouw van Nederland. Van de opvolger van Henri, Antoine Coenen, kan nog worden vermeld dat deze bij het 50-jarig bestaan van de fabriek, in 1962, de pauselijke onderscheiding Pro Ecclesia et Pontifice heeft ontvangen. In dit jaar werden 8 miljoen stenen geproduceerd.
Corubona was na verloop van tijd zelfs zodanig een begrip geworden, dat de Leeuwarder Courant van 7 oktober 1977 een advertentie werd geplaatst voor ongeveer 2300 stuks "Handvorm gevelsteen de echte rode Corubona genuanceerd waalformaat"
Begin jaren '70 van de 20e eeuw begonnen zich problemen voor te doen, die beantwoord werden met fusies van naburige steenfabrieken. In 1987 fuseerde Corubona met de steenfabriek in Thorn en in 1991 werd de productie te Nunhem beëindigd.

## Monument
De schoorsteen van de voormalige ringoven is geklasseerd als gemeentelijk monument.